# Biểu đồ Ishikawa

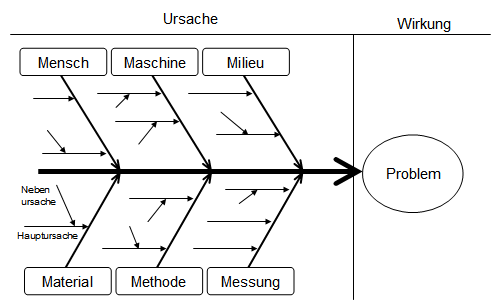
Biểu đồ Ishikawa có hình dạng giống như xương cá, được dùng để chỉ ra các nhân tố về con người, máy móc, môi trường làm việc, nguyên liệu, phương pháp, cách đo lường,... tất cả chúng đều có thể là nguyên nhân tạo ra vấn đề cần khắc phục. Từ những nhân tố chính này, ta lại tìm ra được những yếu tố khác nhỏ hơn có thể là nguyên nhân gây ra kết quả không mong muốn.

Biểu đồ Ishikawa (tiếng Anh: Ishikawa diagram), hay phương pháp Ishikawa, biểu đồ xương cá (fishbone diagram), biểu đồ nguyên nhân - kết quả (cause-and-effect diagram), là một phương pháp nhằm nhận diện vấn đề và đưa ra giải pháp trong quản lý, lãnh đạo.

## Nội dung chính của phương pháp
Phương pháp này mang tên một người Nhật là ông Ishikawa Kaoru đưa ra vào những năm 1960. Ông này là người tiên phong về quy trình quản trị chất lượng ở nhà máy đóng tàu của Kawasaki và được xem là một trong những người có công với quản trị hiện đại.
Phương pháp này được sử dụng lần đầu vào những thập niên 1960, được xem là một trong 7 công cụ cơ bản của Quản lý chất lượng, bao gồm histogram, Pareto chart, check sheet, control chart, flowchart, và scatter diagram. Chi tiết tham khảo Các thuật ngữ quản lý chất lượng. Nó còn được biết với tên là đồ thị xương cá vì hình dạng của biểu đồ này tương tự xương cá.